# Rosenbergia schmitti
Rosenbergia schmitti là một loài bọ cánh cứng trong họ Cerambycidae.